# 添好運點心專門店
添好運點心專門店（英語：Tim Ho Wan, the Dim-Sum Specialists）是一間香港點心店。

## 歷史
店東麥桂培原是龍景軒點心主管，於2009年3月創業開設添好運，不足一年已獲國際飲食權威米芝蓮評為一星級食肆，是全球最廉宜的「星級食府」。該店點心「即叫即蒸」，以脆皮叉燒包、蘿蔔糕及糯米雞等聞名。
由於大受市民歡迎，添好運於2010年5月於深水埗福榮街開設第二間分店，座位數量是油麻地店的五倍，開業半年，便獲米芝蓮評為一星級食肆，比總店的8個月還要快。
2013年4月和8月，添好運在新加坡開設兩間分店，其中一間在狮城68（Plaza Singapura）。麥桂培表示會運香港麵粉去新加坡，又不時要去主持大局，當地也會成為海外分店培訓基地，菲律賓或之後的分店，職員都要先到新加坡受訓。
至2015年《米芝蓮香港、澳門指南》，添好運共有兩間分店（北角、深水埗）被評為一星級食肆。
2015年3月，添好運悉尼首間分店於車士活區開幕，同年12月，澳門首間分店於澳門百老匯百老匯大街開幕 
2016年5月，香港食安中心在跟進一宗投訴時，在深水埗添好運分店抽取一個25克的叉燒腸樣本作化驗，檢出含致病原沙門氏菌，不符合《食品微生物含量指引》中規定，25克食物樣本不得驗出沙門氏菌的指標，被要求即時停止供應有問題食品、進行徹底清潔和消毒，及檢討和改善生產流程。
2017年1月，添好運紐約店正式開張。但同年7月4日，馬來西亞兩間分店因不堪虧損，由大馬餐飲業上市公司德建資源的子公司Dim Sum Delight（DSD）決定結業。創辦人麥桂培估計與文化差異有關。同年8月，柬埔寨首間分店於金邊永旺夢樂城開幕。
2018年4月8日，添好運日本東京日比谷店正式開張。同月26日，檀香山皇家夏威夷中心分店正式開張。
2018年5月11日，快樂蜂斥資3350萬美元收購添好運之亞太地區特許經營權45%及添好運新加坡公司，當中並不包括香港業務。 同年6月撤出雪梨。澳洲僅剩下一間位於墨爾本的分店，並準備在柏斯開設旗艦店。
2018年7月13日，台北松山車站店正式開張，同月19日，台北統一時代店因租約期滿結業。
2018年9月21日，澳洲珀斯分店開業，同月23日，香港西九龍站分店開業，佔地5000平方呎。
2018年10月29日，紐約地獄廚房區分店開業。
2019年5月7日，加州爾灣Diamond Jamboree分店開業。
2019年7月23日，澳洲珀斯分店結業，開業期間不足一年時間。
2019年8月2日，添好運宣布即將進駐德薩斯州侯斯頓卡蒂區Katy Grand，於冬季開業。
2019年9月29日，拉斯維加斯棕櫚賭場分店開業。
2019年12月19日，韓國首爾江南區三成洞分店開業。
2020年10月6日，中國上海靜安區靜安嘉里中心分店開業。
2020年10月，快樂蜂增持添好運亞太區經營權至85%股權。
2021年8月，快樂蜂以7156萬坡元（約4.1億港元），持有添好運亞太區經營權的Titan Dining LP餘下15%股權，全資持有Titan Dining LP。
2022年6月29日，杭州万象城分店开业。
2022年8月31日，北京王府井apm和太阳宫凯德MALL分店开业。
2022年11月7日，美國德薩斯州侯斯頓卡蒂區Katy Grand分店開業。
2023年，西九龍站分店因廚房蒸櫃工程暫停營業。同年1月，北京朝阳合生汇分店开业。
2023年6月，“添好运”在上海开设的门店因在门口标注“米其林星级餐厅”“深水埗店，2010年起已连续摘得米其林”字样，且对“米其林星级餐厅”字样形成突出放大宣传，对消费者造成相关餐厅宣传为米其林星级餐厅的误解。上海市嘉定区市场监管局依据《中华人民共和国反不正当竞争法》第二十条第一款的规定，责令当事人停止违法行为，并罚款人民币10万元。
2024年1月17日，台灣臺北市士林區天母大葉高島屋分店開業。

2024年11月，快樂蜂集團宣佈已收購添好運創始人麥桂培僅餘8%的股權，正式全資擁有添好運品牌。

## 圖片

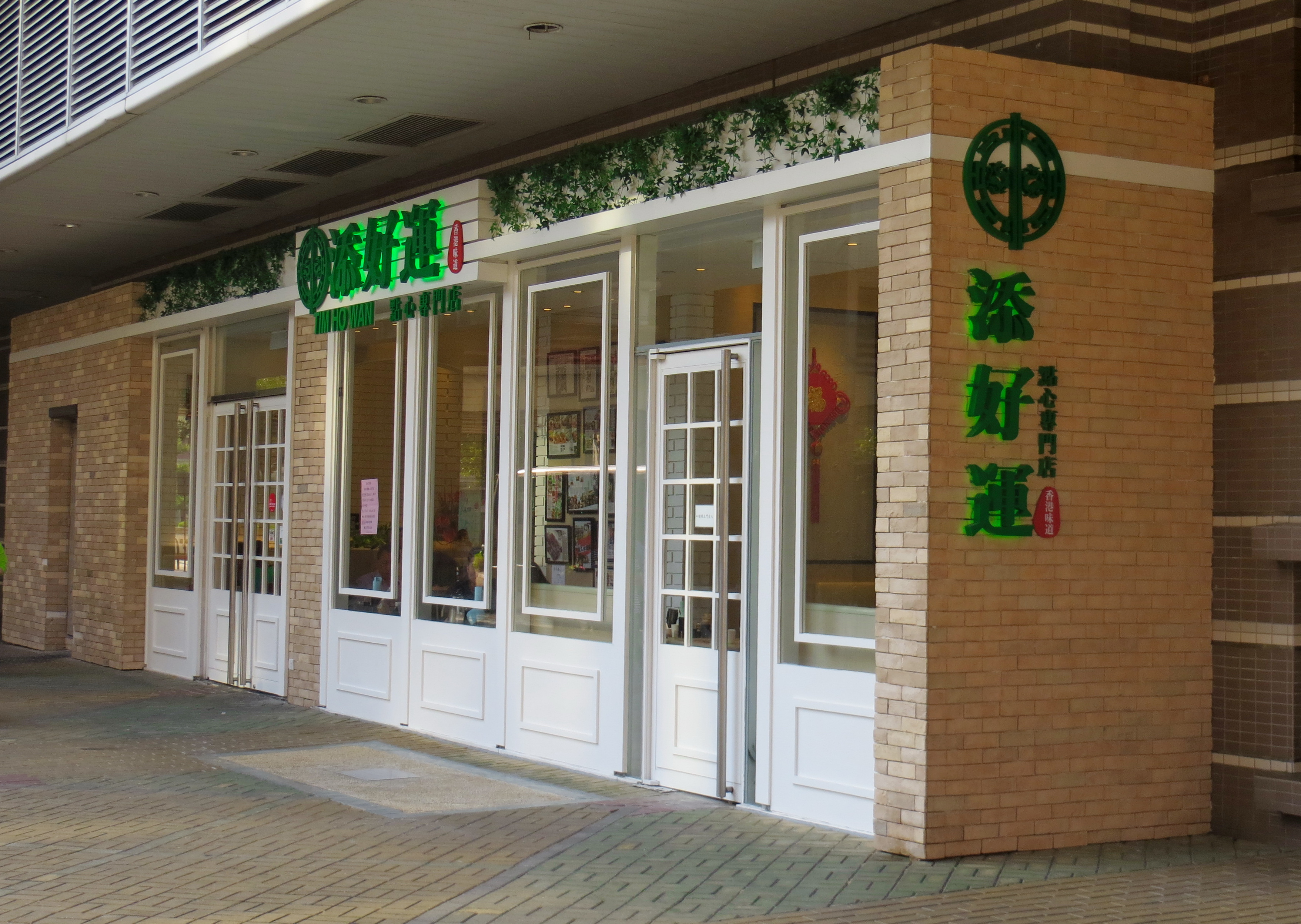
添好運點心專門店奧海城分店
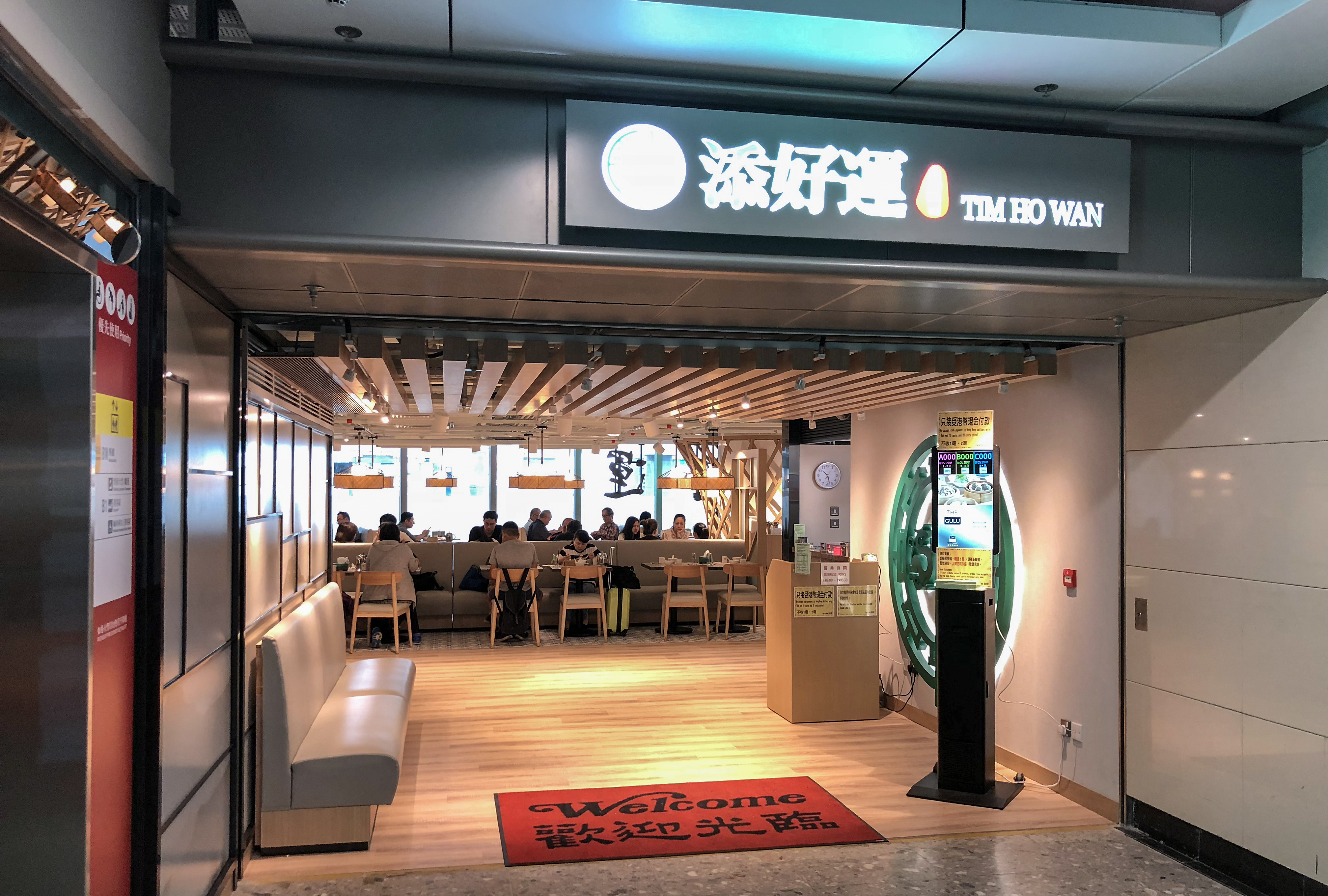
添好運點心專門店香港西九龍站分店
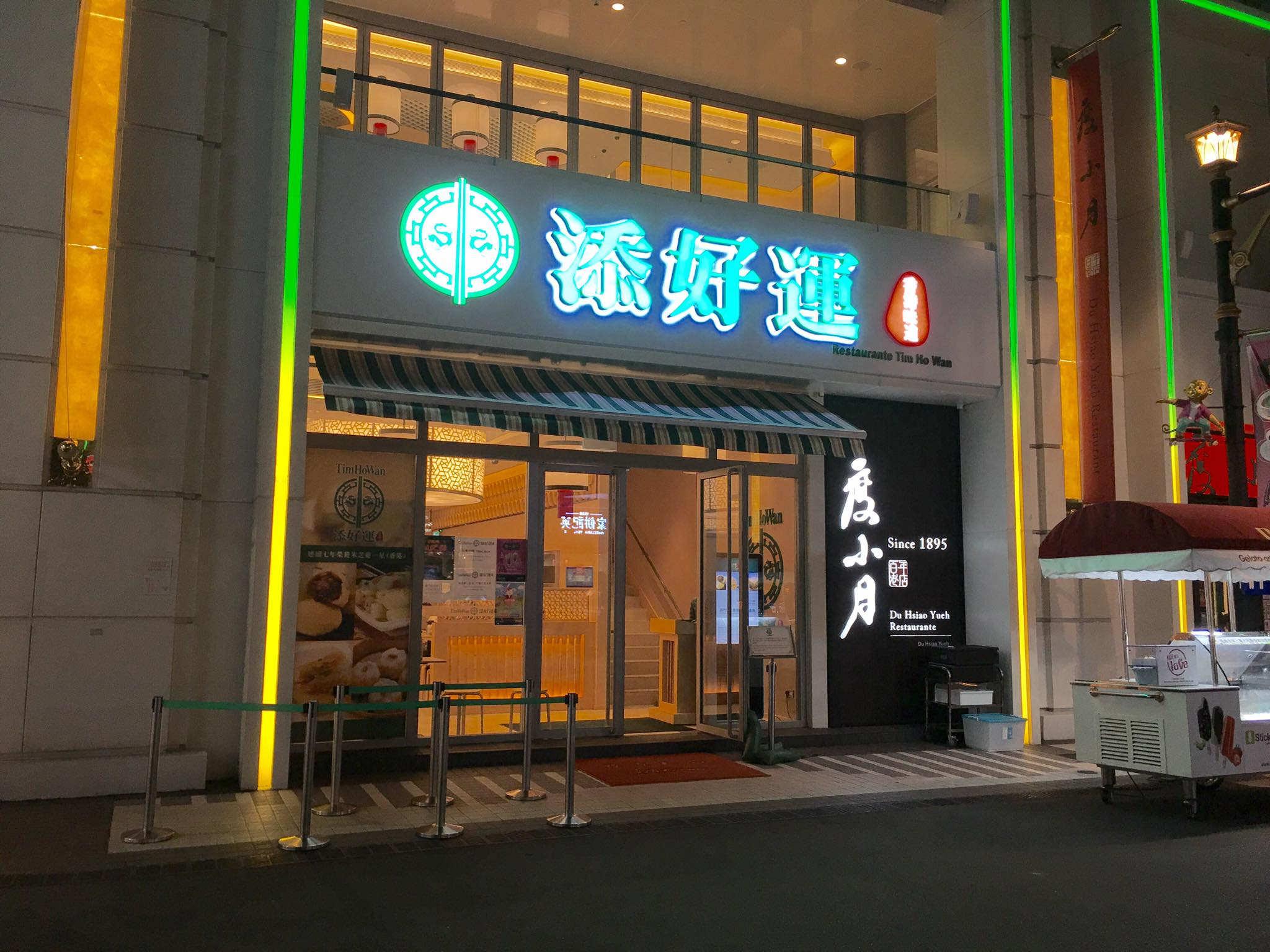
添好運點心專門店澳門百老匯分店
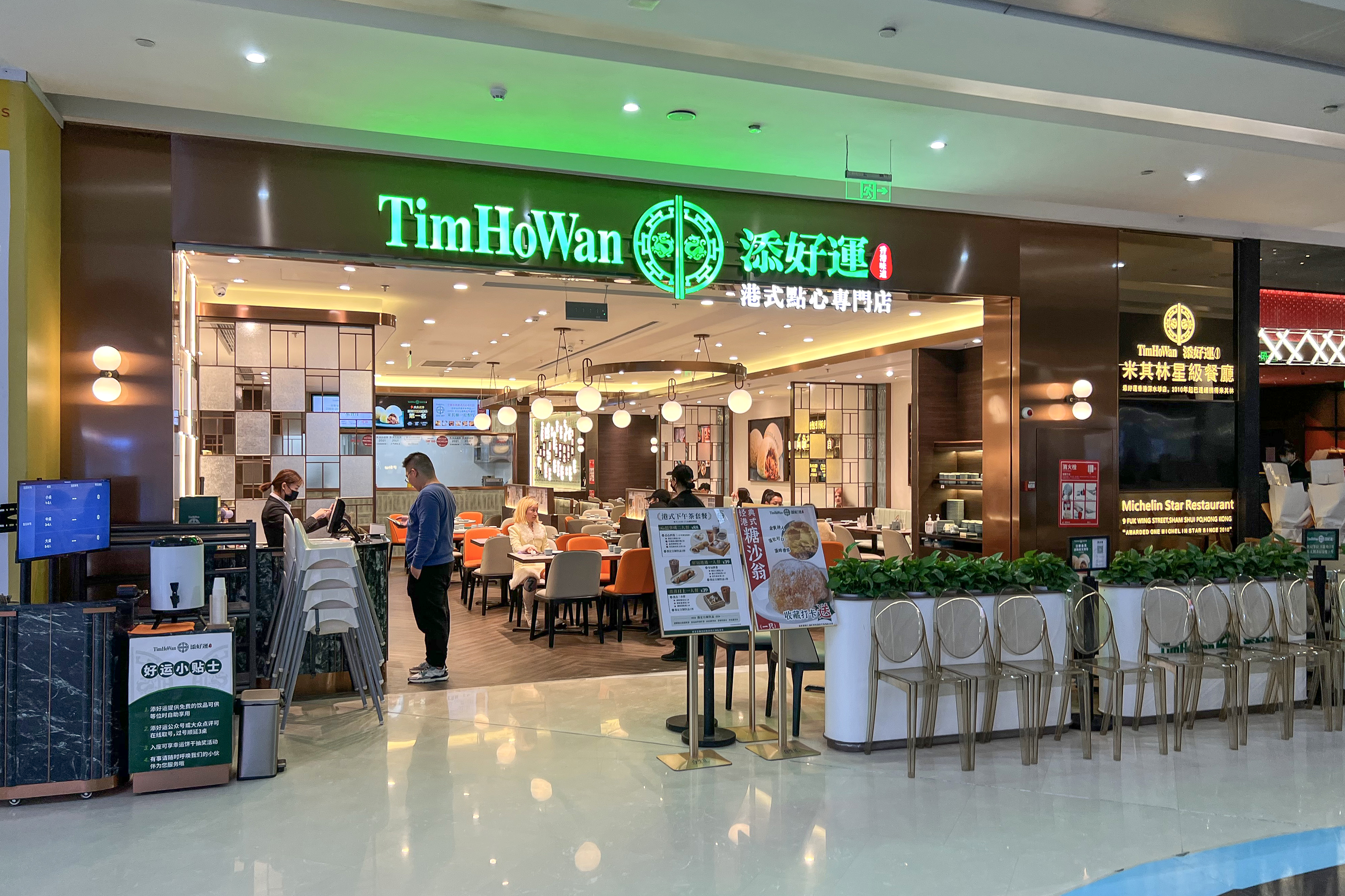
添好運點心專門店北京朝陽合生匯分店
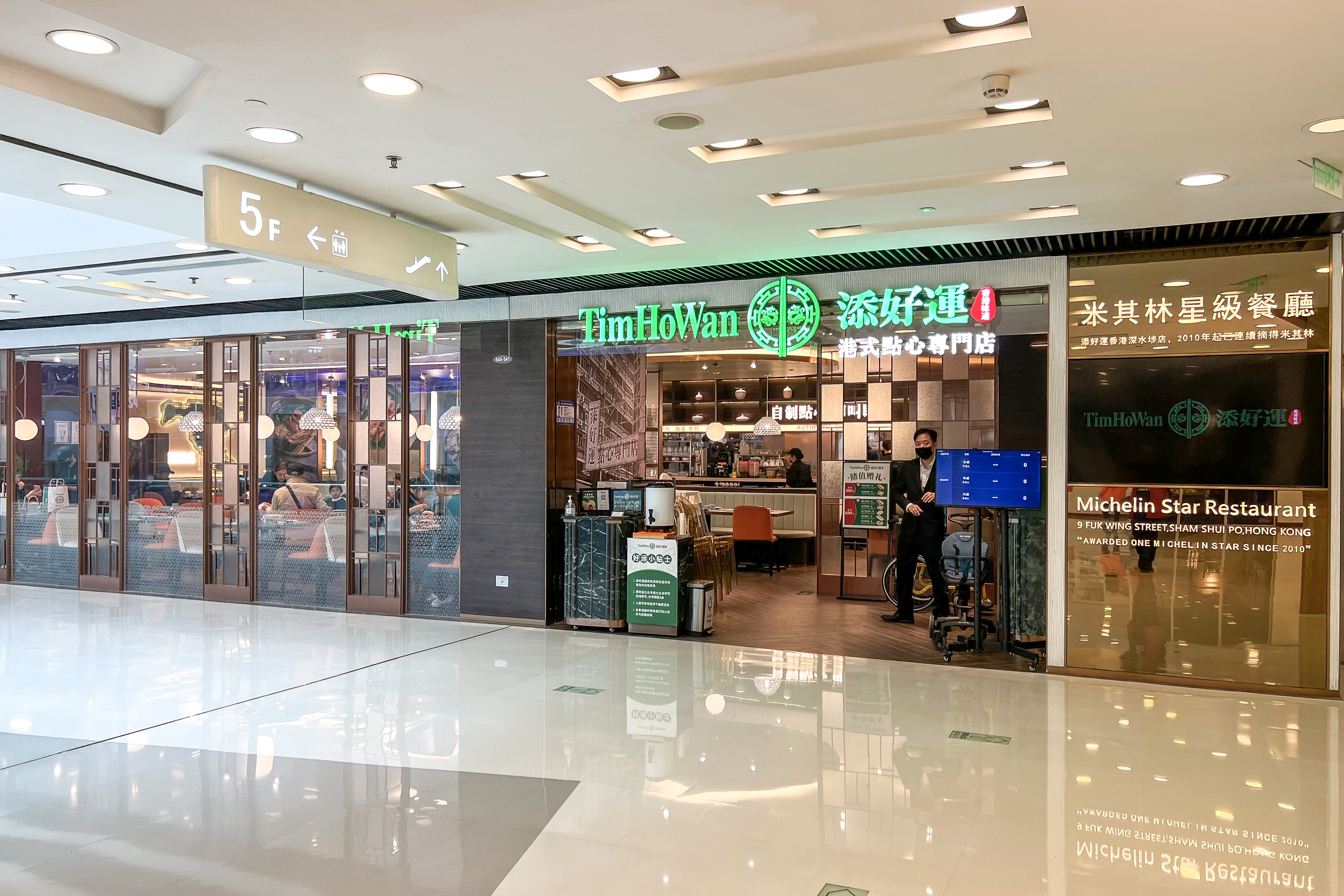
添好運點心專門店北京apm分店
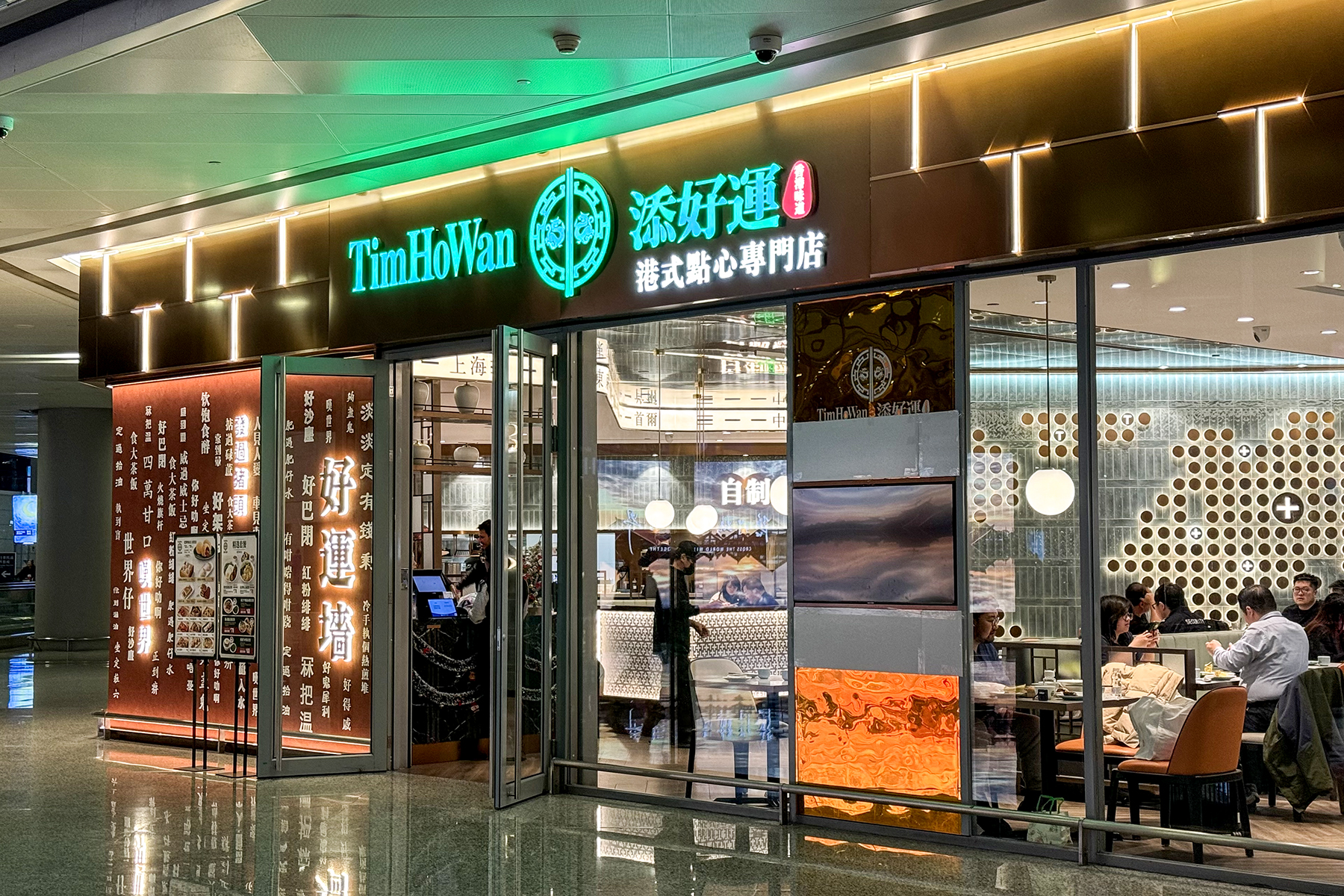
添好運點心專門店上海虹橋機場2號航站樓分店
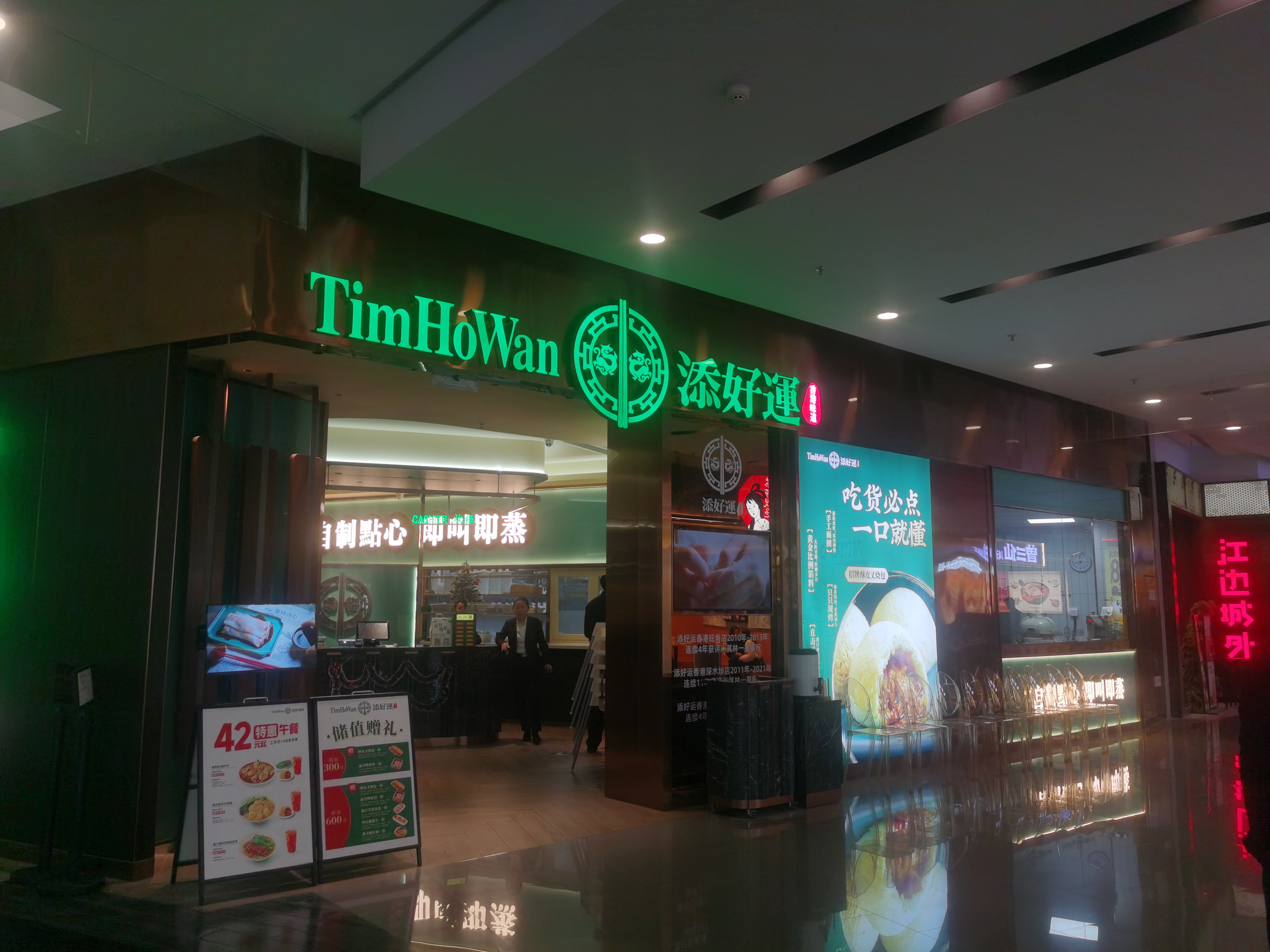
添好運點心專門店江苏省苏州市永旺梦乐城湖东分店
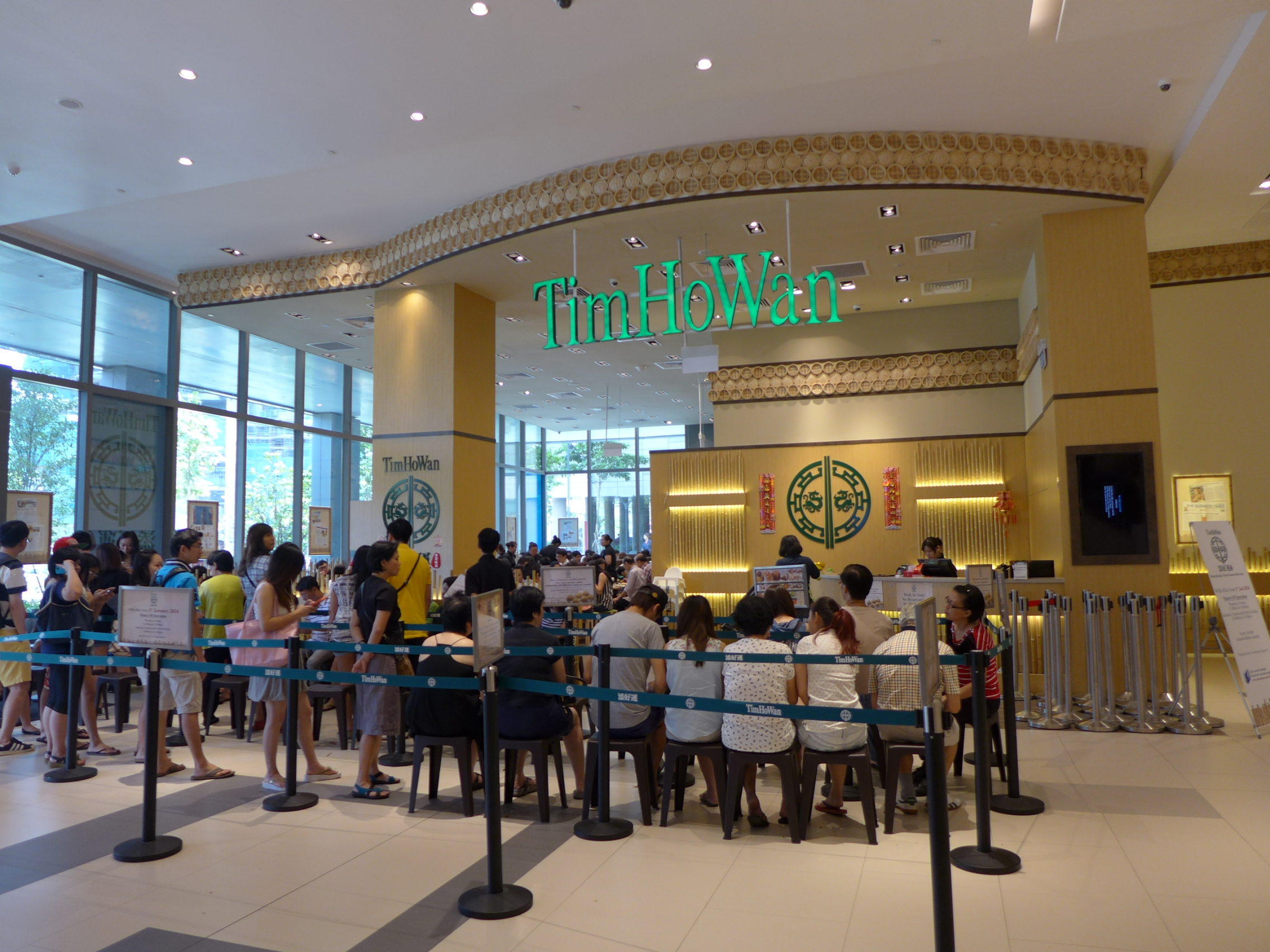
添好運點心專門店新加坡Westgate分店
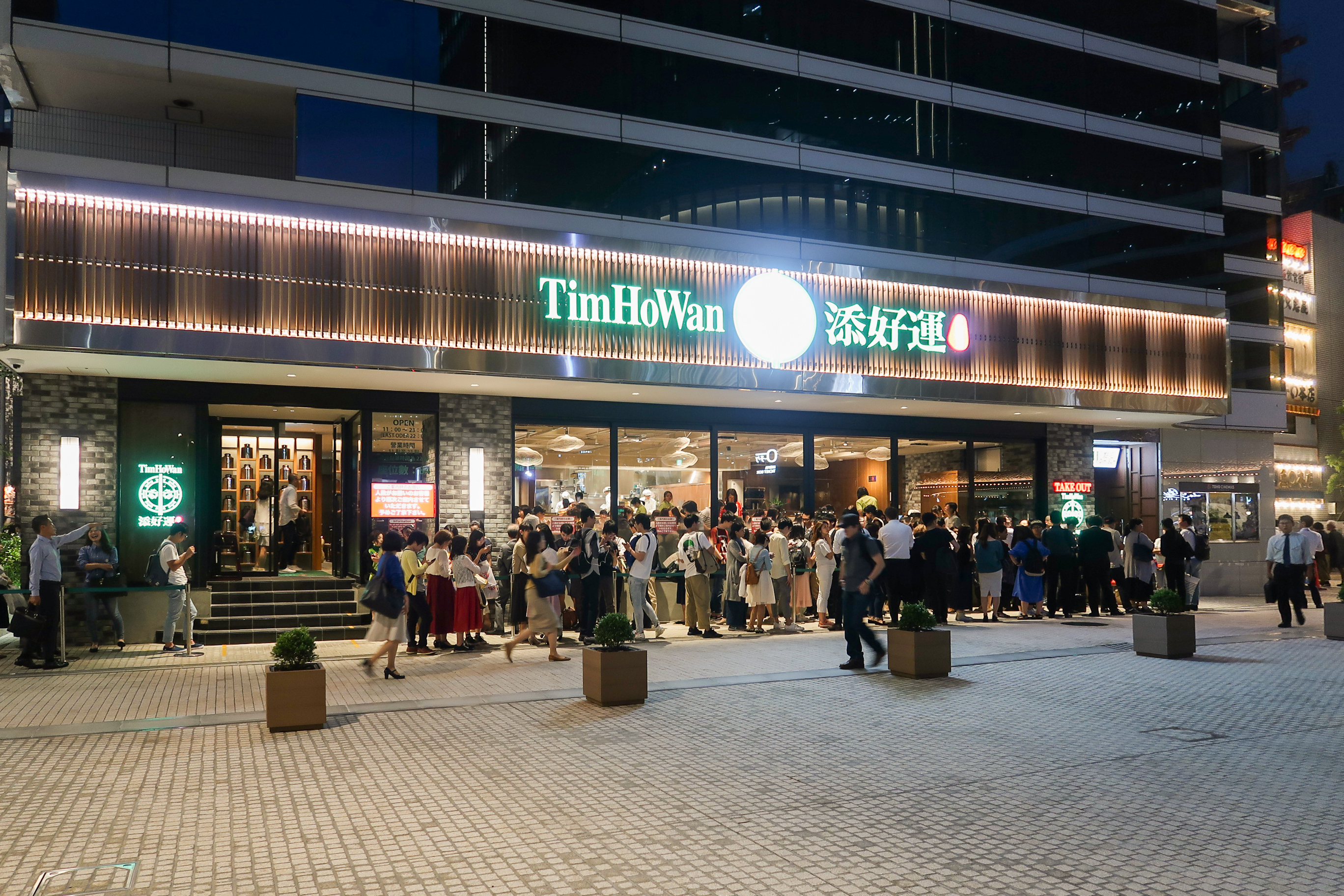
添好運點心專門店日本東京日比谷分店
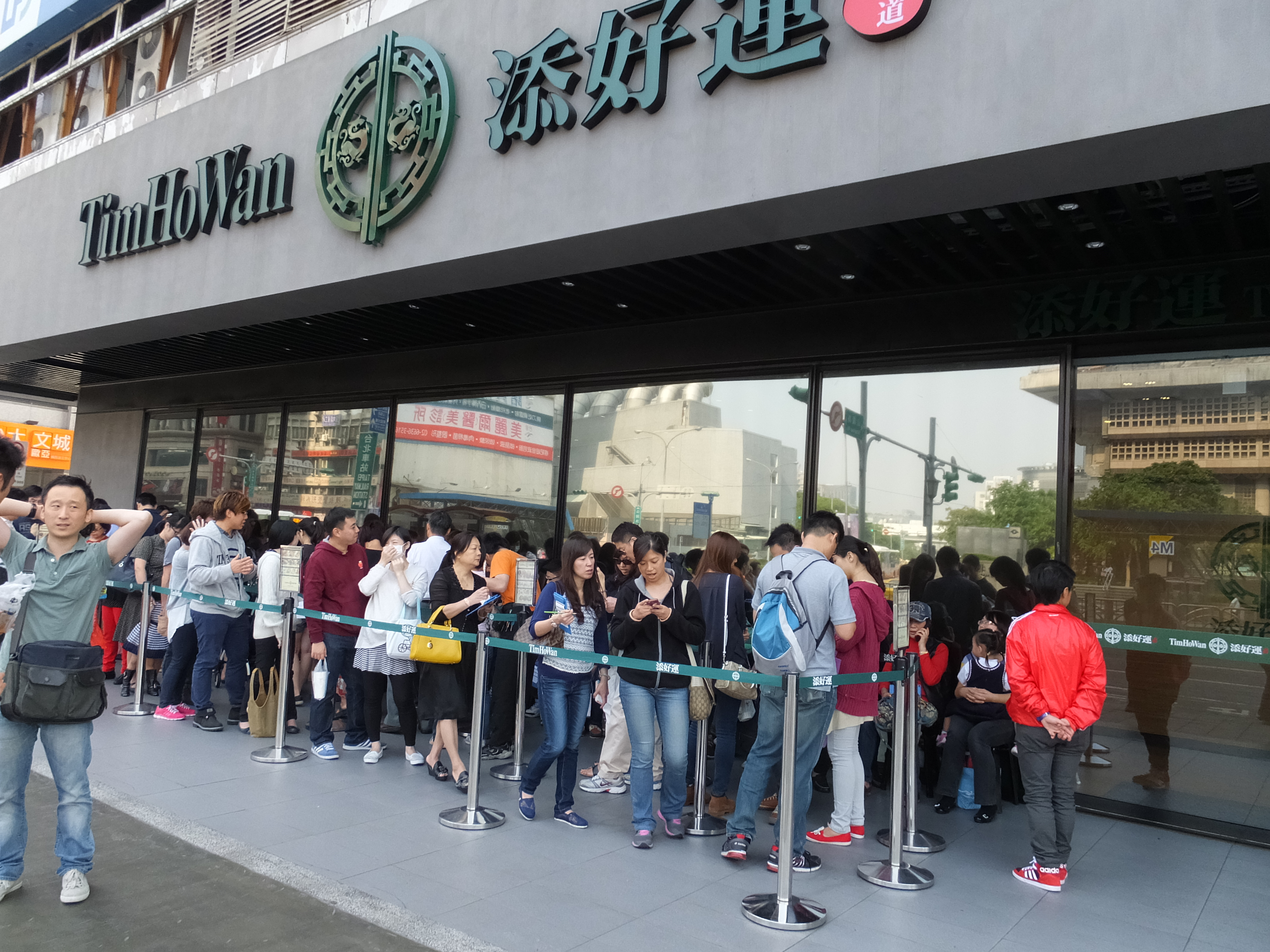
添好運點心專門店台灣台北HOYII北車站店

## 美饌

酥皮焗叉燒包

- 酥皮焗叉燒包
- 香滑馬拉糕
- 香煎蘿蔔糕

## 分店
臺灣地區

| 縣市   | 鄉鎮   | 門店                                   |
| ------ | ------ | -------------------------------------- |
| 臺北市 | 中正區 | HOYII北車站店（台灣首間店）            |
| 臺北市 | 信義區 | 台北信義店（新光三越台北信義新天地A8） |
| 臺北市 | 松山區 | 台北松山車站店 （City Link 松山1號店） |
| 臺北市 | 中山區 | 台北美麗華店                           |
| 臺北市 | 士林區 | 台北大葉高島屋店                       |
| 新北市 | 板橋區 | 板橋大遠百店                           |
| 新北市 | 中和區 | 中和環球店                             |
| 新北市 | 新店區 | 新店裕隆城店                           |
| 桃園市 | 桃園區 | 桃園站前店                             |
| 新竹縣 | 竹北市 | 竹北遠百店                             |
| 新竹市 | 東區   | 新竹巨城店                             |
| 台中市 | 西屯區 | 台中中港店（新光三越台中中港店）       |
| 台中市 | 西屯區 | 台中J-Mall店                           |
| 台中市 | 后里區 | 台中麗寶店                             |
| 台南市 | 中西區 | 台南新天地店（新光三越台南新天地）     |
| 高雄市 | 左營區 | 高雄富民店（高雄市首間街邊店）         |
| 高雄市 | 前鎮區 | 高雄SKM Park店                         |

 香港地區
- 中環香港站
- 大角咀奧海城
- 深水埗福榮街
- 將軍澳MCP新都城
- 北角和富道（已結業）
- 旺角廣華街（已結業）
- 香港西九龍站B1M層

 澳門地區
- 百老匯大街（已結業）
- 威尼斯人美食廣場
- 澳門倫敦人

 马来西亚地區
- 吉隆坡
  - 谷中城花園廣場（已結業）
  - 萬達廣場（已結業）

 新加坡地區
- 獅城68
- 東海岸
- 大成道
- 加冷道
- 城聯廣場
- 太平洋廣場
- 裕廊東Westgate
- 大巴窯Hersing Centre

 菲律賓地區
- 馬尼拉
  - 曼達盧永SM Megamall
  - 馬卡蒂Glorietta 3, Ayala Center
  - 達義市Uptown Mall
  - 奎松市SM City North EDSA
  - 帕賽市
    - Mall of Asia
    - Double Dragon Plaza

  - 艾米塔區Robinsons Place Manila

 印度尼西亞地區
- 雅加達
  - PIK
  - Grand Indonesia West Mall

 泰國地區
- 曼谷
  - Terminal 21

 越南地區
- 河內
  - 樂天大酒店

 柬埔寨地區
- 金邊
  - 永旺夢樂城

 地區
- 悉尼
  - 車士活Chatswood Interchange（已結業）
  - 佐治街（已結業）
  - 寶活區（已結業）
- 墨爾本
  - 伯克街
- 珀斯
  - 穆雷街（已結業）

 日本地區
- 東京
  - 日比谷店

 美国地區
- 紐約
  - 東村
  - 地獄廚房區
- 檀香山
  - 皇家夏威夷中心
- 加州
  - 爾灣Diamond Jamboree
- 內華達州
  - 拉斯維加斯棕櫚賭場
- 德薩斯州
  - 侯斯頓卡蒂區Katy Grand

 地區
- 首爾
  - 江南區三成洞店

 中国地區
- 上海
  - 靜安區靜安嘉里中心

## 外部連結
- 添好運（亞太區） （页面存档备份，存于）（中文）
- 添好運（台灣） （页面存档备份，存于）（中文）
- 添好運（美國） （页面存档备份，存于）（英文）
- 添好運（日本） （页面存档备份，存于）（日語）
- 添好運新加坡 Timhowan Singapore的Facebook專頁
- 添好運台灣 Timhowan Taiwan的Facebook專頁
- 添好運美國 Timhowan USA的Facebook專頁
- 添好運日本 Timhowan Japan的Facebook專頁
- 添好運泰國 Timhowan Thailand的Facebook專頁
- 添好運菲律賓 Timhowan Philippines的Facebook專頁
- 添好運河內 Timhowan Hanoi的Facebook專頁
- 添好運韓國 Timhowan Korea的Facebook專頁
- 添好運的Instagram帳戶
- 台灣公司資料 （页面存档备份，存于）